# Mary Jane (Megadeth-single)
 For alternative betydninger, se Mary Jane. (Se også artikler, som begynder med Mary Jane)
"Mary Jane" er den anden single fra det amerikanske thrash metal-band Megadeths tredje studiealbum So Far, So Good... So What!, skrevet af Dave Mustaine og David Ellefson.

## Musikalsk stil
Janiss Garza, skribent fra Los Angeles Times, har beskrevet sangen som "mørkt melodisk".

## Spor
1. "Mary Jane" – 04:25
2. "Hook in Mouth" – 04:40
3. "My Last Words" – 04:45

## Musikere
- Dave Mustaine
  - Guitar, vokal
- Jeff Young
  - Guitar
- David Ellefson
  - Bas, støttevokal
- Chuck Behler
  - Trommer

## Hitlisteplaceringer
| År   | Hitliste         | Placering |
| ---- | ---------------- | --------- |
| 1988 | UK Singles Chart | 46        |

## Fodnoter
1. ↑  Garza, Janiss (1988-07-04). "Megadeth Matures, Fans Follow". Los Angeles Times. s. 2. Arkiveret fra originalen 24. maj 2011. Hentet 2008-05-25.
2. ↑  Mary Jane information songfacts.com. Retrieved on 29. august 2006.

| Musik | Spire Denne musikartikel er en spire som bør udbygges. Du er velkommen til at hjælpe Wikipedia ved at udvide den. |